# Seth Powell
Seth Powell (ur. 11 lipca 1862 w Broughton, zm. 3 lutego 1945 w Oswestry) – walijski piłkarz występujący na pozycji obrońcy.
W barwach West Bromwich Albion rozegrał 30 spotkań w Division One. Zadebiutował w tych rozgrywkach 28 grudnia 1889 w zremisowanym 1:1 meczu z Wolverhampton Wanderers.
W 1892 roku zdobył Puchar Anglii z West Bromwich Albion.
W reprezentacji Walii zadebiutował 23 marca 1885 w przegranym 1:8 meczu British Home Championship przeciwko Szkocji. W drużynie narodowej wystąpił siedmiokrotnie.